# 부산 범방동 삼층석탑
부산 범방동 삼층석탑(釜山 凡方洞 三層石塔)은 부산광역시 강서구 미음동에 있는 고려시대의 삼층석탑이다. 1989년 3월 10일 부산광역시의 유형문화재 제23호로 지정되었다. 

## 개요
옛 절터에 서 있는 탑으로, 절의 흔적은 찾아 볼 수 없다.
탑은 2층 기단(基壇)을 쌓고 그 위에 3층의 탑신(塔身)을 얹은 일반적인 모습이다. 기단과 탑신의 각 면에는 모서리마다 기둥모양의 조각을 가지런히 새겼다. 탑신의 몸돌은 1층에 비해 2층이 급격히 줄었고, 3층은 2층과 비슷하다. 지붕돌은 밑면의 받침이 4단이며, 네 귀퉁이가 위로 들려 있다.
가락국의 시조인 수로왕시대에 절을 지으면서 이 탑도 같이 세운 것으로 전하고 있으나, 각 부분에 새긴 조각수법이나 그 양식으로 보아 고려시대의 탑으로 보인다. 

## 참고 자료
- 부산 범방동 삼층석탑 - 국가유산청 국가유산포털